# Grange-de-Vaivre
Grange-de-Vaivre es una localidad y comuna francesa situada en la región de Franco Condado, departamento de Jura, en el distrito de Lons-le-Saunier y cantón de Villers-Farlay.

## Demografía
| 36 | 44 | 18 | 34 | 47 | 45 | 56 |
| Para los censos de 1962 a 1999 la población legal corresponde a la población sin duplicidades (Fuente: INSEE [Consultar]) |    |    |    |    |    |    |